# Jesse Levine
Jesse Levine (* 15. Oktober 1987 in Ottawa, Ontario) ist ein ehemaliger kanadisch-US-amerikanischer Tennisspieler.

## Karriere
Levine konnte sieben Turniererfolge auf der Challenger Tour feiern, davon fünf im Einzel und zwei im Doppel. Sämtliche Einzeltitel gewann er auf US-amerikanischem Boden. Auf der World Tour erreichte er in Houston zusammen mit Ryan Sweeting das Finale, sie unterlagen jedoch Bob und Mike Bryan glatt mit 1:6, 2:6. Bei Grand-Slam-Turnieren überstand er mehrfach die erste Runde, in Roland Garros konnte er sich allerdings nie für das Hauptfeld qualifizieren. Seine beste Platzierung in der ATP-Weltrangliste war Position 69 am 1. Oktober 2012.
Nach einer anhalten Ellbogenverletzung beendete er 2014 seine Karriere. Zum Saisonbeginn 2016 war er wenige Monate Trainer von Madison Keys.

## Privat
Der in Kanada geborene Jesse Levine zog im Alter von 13 Jahren in die Vereinigten Staaten, für die er bis 2012 auf der ATP World Tour antrat. Seit der Saison 2013 tritt Jesse Levine für sein Geburtsland Kanada an.

## Erfolge
| Legende (Anzahl der Siege)                  |
| Grand Slam                                  |
| ATP World Tour Finals                       |
| ATP World Tour Masters 1000                 |
| ATP World Tour 500                          |
| ATP International Series ATP World Tour 250 |
| ATP Challenger Tour (7)                     |

### Einzel

#### Turniersiege
| Nr. | Datum             | Turnier   | Belag         | Finalgegner     | Ergebnis       |
| --- | ----------------- | --------- | ------------- | --------------- | -------------- |
| 1.  | 10. November 2007 | Nashville | Hartplatz (i) | Alex Kuznetsov  | 3:6, 6:2, 7:65 |
| 2.  | 17. November 2007 | Champaign | Hartplatz (i) | Donald Young    | 7:64, 7:64     |
| 3.  | 17. Mai 2008      | Bradenton | Sand          | Robert Kendrick | 6:3, 5:7, 7:63 |
| 4.  | 13. November 2011 | Knoxville | Hartplatz (i) | Brian Baker     | 6:2, 6:3       |
| 5.  | 11. Februar 2012  | Dallas    | Hartplatz (i) | Steve Darcis    | 6:4, 6:4       |

### Doppel

#### Turniersiege
| Nr. | Datum            | Turnier    | Belag         | Partner          | Finalgegner                     | Ergebnis   |
| --- | ---------------- | ---------- | ------------- | ---------------- | ------------------------------- | ---------- |
| 1.  | 1. Juni 2008     | Izmir      | Hartplatz     | Kei Nishikori    | Nathan Thompson Danai Udomchoke | 6:1, 7:5   |
| 2.  | 2. November 2008 | Louisville | Hartplatz (i) | Prakash Amritraj | Dušan Vemić Frank Dancevic      | 6:3, 7:610 |

#### Finalteilnahmen
| Nr. | Datum          | Turnier | Belag | Partner       | Finalgegner          | Ergebnis |
| --- | -------------- | ------- | ----- | ------------- | -------------------- | -------- |
| 1.  | 12. April 2009 | Houston | Sand  | Ryan Sweeting | Bob Bryan Mike Bryan | 1:6, 2:6 |